# 大内礼子
大内 礼子（おおうち れいこ）は、人事業務などをこなすフリーランサー。
フリーランスとして、複数企業の人事業務に従事する傍ら、早稲田大学/立教大学の非常勤講師としてリーダーシップ開発の授業を実施。企業の人事コンサル・研修講師としても活動。
専門領域は、採用・人材開発・組織開発・ダイバーシティ推進。埼玉大学経済学部卒業、専門は社会環境設計。

## 経歴
福島県福島市出身。「筑波研究学園都市」で育つ。
学生時代は、幼少時代の影響もあり都市計画を専攻。人と人のつながりをつくる場としての都市計画に興味を持ちディベロッパーや住宅メーカーに就職しようと考えていたが、建築よりも「人との繋がり」「孤独を無くす」といったテーマに興味を抱いていることに気づき、ITへの就職に舵を切る。そして、2003年新卒でベンチャー時代のSoftbankに入社。
新人時代はコールセンターで数年を過ごす。2008人材開発部に異動を命じられて現在のキャリアを見出すきっかけとなる。2015年頃新卒採用の部署に自ら異動を志願し、学生時代に求められていることと社会人で求められていることの乖離に課題を感じる。
2016年ヤフー人事としてのキャリアもスタートさせる。2019年ヤフーを退社したのち、立教大学経営学部ビジネス・リーダーシップ・プログラム BLP 兼任講師に就任し現在まで続けている。
2020年Softbankを退社してフリーランスとして本格的に活動を開始。
2021年新たに早稲田大学 グローバルエデュケーションセンターでリーダーシップ開発講師に就任し現在に至る。

## 人物
- 趣味は食べ歩き。
- 特技として常に笑顔でいることを挙げている。
- 講師として授業に携わるが、通常の教授と違い、その持ち前の笑顔と親身になって生徒に接する姿勢から多くの生徒に慕われている。
- 「ダメ出し」ではなく、「ほめ出し」をすることをモットーに人々の強みを発見し可能性の最大化に尽力する。
- 大学生と社会人の断絶を無くすことを目指し、就活の相談や悩み相談など学生のどんな話題にも興味を示しコミュニケーションをとりながらアドバイスなどをしている。